# Lisson Grove

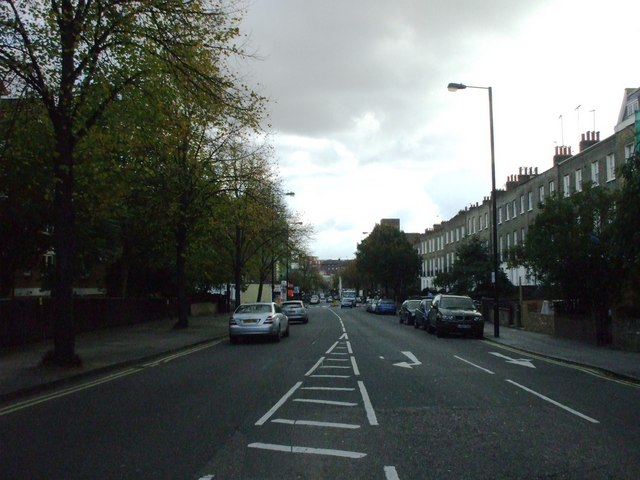
Lisson Grove.

Lisson Grove est une rue et un quartier de la Cité de Westminster à Londres.